# Michael Apted
Pour les articles homonymes, voir Apted.
Michael David Apted, dit Michael Apted, né le 10 février 1941 à Aylesbury, Buckinghamshire (Royaume-Uni) et mort le 7 janvier 2021 à Los Angeles, Californie (États-Unis) est un réalisateur, producteur, scénariste, acteur et cadreur britannico-américain.

## Biographie

### Jeunesse
Michael David Apted naît le 10 février 1941 à Aylesbury, dans le Buckinghamshire, au (Royaume-Uni).

### Étudiante
Apted étudie d'abord le droit et l'histoire à l'université de Cambridge.

### Carrière
Il commence sa carrière à la télévision en travaillant comme documentaliste pour Granada Television, dont il deviendra par la suite directeur. Pendant cette période, il tourne plusieurs épisodes de Coronation Street. Pour le travail qu'il réalise alors, Apted remportera plusieurs British Academy Awards, y compris celui du meilleur réalisateur dramatique.  À partir 1963, Apted se lance dans un projet ambitieux : une série documentaire intitulée Up Series qui suit plusieurs enfants tous âgés de 7 ans dans les premiers épisodes 7 Up, et qui propose de les retrouver tous les 7 ans pour filmer ce qu'ils sont devenus... Le premier volet de la série connaît un énorme succès ; il en ira de même pour ceux qui suivront.
Apted s'oriente vers le cinéma en 1972 et dirige son premier long métrage déjà très controversé par son engagement anti-militariste et son questionnement sur l'identité sexuelle, The Triple Echo, basé sur la nouvelle de H. E. Bates intitulée Soldier in Skirts, dans lequel une jeune femme cache un déserteur, joué par Brian Deacon, en le faisant passer pour sa sœur. En 1979, il enchaîne avec Agatha, un drame interprété par Dustin Hoffman et Vanessa Redgrave et dont le sujet est la mystérieuse disparition d'Agatha Christie en 1926.
Il part aux États-Unis en 1980 et y dirige son premier film américain, Nashville Lady (Coal Miner's Daughter), qui reçoit plusieurs nominations aux Oscars. Par ailleurs, Apted réalise aussi plusieurs documentaires, notamment la suite de 7 Up. Le dernier volet en date de la série date de 2005, 49 Up, et les enfants de 7 up y sont presque quinquagénaires.
En 1999, Apted tourne un James Bond : Le monde ne suffit pas.
Le 29 juin 2003, il est élu président de la Directors Guild of America.
Il réalise en 2010 le troisième volet du Monde de Narnia : L'Odyssée du Passeur d'Aurore.

### Décès
Il meurt le 7 janvier 2021, à son domicile situé à Los Angeles, en Californie, aux (États-Unis).

## Filmographie

### Réalisateur

#### Cinéma
- 1972 : The Triple Echo
- 1974 : Stardust
- 1977 : Le Piège infernal (The Squeeze)
- 1979 : Agatha
- 1980 : Nashville Lady ou La Fille du mineur (Coal Miner's Daughter)
- 1981 : Continental Divide
- 1983 : Gorky Park
- 1984 : Firstborn
- 1985 : Bring On The Night
- 1987 : Toubib malgré lui (Critical Condition)
- 1988 : Gorilles dans la brume (Gorillas in the Mist : The Story of Dian Fossey)
- 1991 : Affaire non classée (Class Action)
- 1992 : Cœur de tonnerre (Thunderheart)
- 1992 : Incident à Oglala (Incident at Oglala)
- 1994 : Blink
- 1994 : Moving the Mountain
- 1994 : Nell
- 1996 : Mesure d'urgence (Extreme Measures)
- 1997 : Inspirations
- 1999 : Me and Isaac Newton
- 1999 : Le monde ne suffit pas (The World Is Not Enough)
- 2001 : Enigma
- 2002 : Plus jamais (Enough)
- 2002 : Lipstick
- 2006 : Amazing Grace
- 2010 : Le Monde de Narnia : L'Odyssée du Passeur d'Aurore (The Chronicles of Narnia : The Voyage of the Dawn Treader)
- 2012 : Chasing Mavericks (avec Curtis Hanson)
- 2017 : Conspiracy (Unlocked)

#### Télévision
- 1960 : Coronation Street (série télévisée, épisodes inconnus)
- 1963 : World in Action (série télévisée, épisodes inconnus)
- 1965 : Thirty-Minute Theatre (en) (série télévisée) (?)
- 1967 : Haunted (série télévisée, épisodes inconnus)
- 1967 : City 68’ (série télévisée, épisodes inconnus)
- 1968 : ITV Playhouse (tv, 6 épisodes)
- 1968 : Murder: A Professional Job (tv)
- 1968 : Your Name's Not God, It's Edgar (tv) (?)
- 1968 : The Dustbinmen (tv, 1 épisode, le pilote : There's a Hole in Your Dustbin Delilah)
- 1969 : Big Breadwinner Hog (série télévisée)
- 1970 : 7 Plus Seven (tv)
- 1970 : The Lovers (série télévisée, 6 épisodes)
- 1971 : ITV Saturday Night Theatre (tv, 2 épisodes): Big Soft Nellie (1971) et Another Sunday and Sweet F.A. (1972)
- 1972 : Joy (tv)
- 1972 : Thirty-Minute Theatre (tv, 1 épisode)
- 1971 : Follyfoot (tv, 2 épisodes)
- 1972 : Buggins' Ermine (tv)
- 1972 : Play for Today (tv, 6 épisodes) dont The Reporters (1972), Jack Point (1973), Kisses at Fifty (1973) et Stronger Than the Sun (1977)
- 1973 : High Kampf (tv)
- 1973 : Black and Blue (série télévisée, 1 épisode)
- 1975 : Shades of Greene (tv, 1 épisode)
- 1976 : Ma collection (The Collection) (tv)
- 1976 : The Paradise Run (tv)
- 1977 : 21 (tv)
- 1982 : P'tang, Yang, Kipperbang. (tv)
- 1985 : 28 Up (tv)
- 1986 : Haunted: Poor Girl (tv)
- 1989 : The Long Way Home (tv)
- 1991 : My Life and Times (série télévisée, épisodes inconnus)
- 1991 : 35 Up (tv)
- 1992 : Crossroads (série télévisée, épisodes inconnus)
- 1995 : New York News (en) (série télévisée, épisodes inconnus)
- 1998 : 42 : Forty Two Up (tv)
- 1998 : Prisonniers sans chaînes (Québec)/ La Rage de survivre (France) (Always Outnumbered) (tv)
- 1999 : Nathan Dixon (tv)
- 2002 : Married in America (tv)
- 2005 : Blind Justice (tv, 1 épisode)
- 2005 : Rome (série télévisée)
- 2005 : 49 Up (tv)
- 2006 : What About Brian (tv, 1 épisode)
- 2006 : Married in America 2 (tv)

### Producteur

#### Cinéma
- 1984 : The River Rat (producteur délégué)
- 1992 : Dracula (producteur délégué)
- 1997 : Inspirations
- 2000 : It's a Shame About Ray (producteur délégué)
- 2006 : 21 Up America (producteur délégué)

#### Télévision
- 1970 : 7 Plus Seven (tv)
- 1985 : 28 Up (tv)
- 1990 : Criminal Justice (tv, producteur exécutif)
- 1991 : Age 7 in America (tv, producteur exécutif)
- 1991 : Age 7 in the USSR (tv, producteur consultant)
- 1991 : 35 Up (tv)
- 1992 : Murder Without Motive : The Edmund Perry Story (tv, producteur exécutif)
- 1992 : Les Visiteurs de l'au-delà (TV)
- 1992 : Crossroads (série télévisée, épisodes inconnus, producteur exécutif)
- 1998 : 42 : Forty Two Up (tv)
- 1998 : 14 Up in America (tv, producteur exécutif))
- 2005 : 49 Up (tv)
- 2005 : Rome (série télévisée, 12 épisodes – producteur consultant)

### Scénariste

#### Cinéma
- 1985 : Bring on the Night

### Acteur

#### Cinéma
- 1985 : Drôles d'espions : agent Ace Tomato